# Biars-sur-Cère
Biars-sur-Cère – miejscowość i gmina we Francji, w regionie Oksytania, w departamencie Lot, położona nad rzeką Cère.
Według danych na rok 1990 gminę zamieszkiwały 2023 osoby, a gęstość zaludnienia wynosiła 557 osób/km² (wśród 3020 gmin regionu Midi-Pireneje Biars-sur-Cère plasuje się na 178. miejscu pod względem liczby ludności, natomiast pod względem powierzchni na miejscu 1600.).